# Jônia
Nota: Este artigo é sobre a região na Anatólia. Para o conjunto de ilhas a oeste da Grécia, veja Ilhas Jónicas.
Jônia (português brasileiro) ou Jónia (português europeu) (em grego clássico: Ιωνία) era uma região da costa sudoeste da Anatólia, hoje na Turquia. Ficava entre Mileto e Fócia, e era banhada pelo mar Egeu (e não pelo mar Jônico, como se pode pensar).

Localização da Jônia

Segundo tradição grega, as cidades da Jônia foram fundadas por imigrantes da Cinúria, região da Grécia Antiga, segundo referência explícita, no século V a.C., por Heródoto, às "crianças de Ion" na sequência das invasões dóricas. Doze cidades principais se diziam jônicas: Samos, Quios, Mileto, Éfeso, Colofão, Miunte, Priente, Lêbedo, Teos, Clazômenes, Éritras e Fócia. 
Posteriormente, Esmirna juntou-se às cidades jônicas. Foi a região de origem de um grupo de pensadores conhecidos como pré-socráticos. Era também o local mais provável do nascimento de Homero.
O termo árabe, persa e urdu para Grécia é Younan (یونان), uma corrupção de "Ionia". O mesmo verifica-se com a palavra hebraica "Yavan" (יוון) e em sânscrito, "yavana". Os iónios foram os primeiros falantes de grego encontrados por semitas, turcos e persas, que depois contribuíram para a difusão da língua grega pelo Próximo Oriente e Ásia Central.